# Citytv
Citytv es un canal de televisión abierta colombiano de cobertura local, propiedad de El Tiempo Casa Editorial, dueña del periódico del mismo nombre. Sus estudios y operaciones se encuentra en la ciudad de Bogotá. 
El Tiempo Casa Editorial licenció la marca canadiense Citytv, proveniente de la compañía CHUM Limited (posteriormente comprada por el grupo canadiense BellGlobeMedia, luego vendido a rogers).
Citytv es miembro de Asomedios.

## Historia
Comenzó sus transmisiones el 19 de marzo de 1999 transmitiendo por el canal 21 UHF de Bogotá.
Algunos programas del Citytv original como MuchMusic y Electric Circus, cuyas versiones colombianas son Mucha Música y Circo Eléctrico fueron adaptados a la audiencia local, mientras que otros como Fashion TV y SeXTV se emitieron doblados hasta 2007. También, siguiendo el estilo del Citytv original, en sus noticieros como CityNoticias y el programa de la mañana Arriba Bogotá los presentadores leen las noticias de pie, al igual que en la casa matriz de Toronto.
En 1999, con el surgimiento del canal, se destacó Sin Cédula, emitido de lunes a viernes de 4:30 a 5:00 p. m. Este programa sobresalía por darle importancia a todos los colegios que se encuentran en la capital bogotana. También emitían dibujos animados como Oggy y las cucarachas y Space Goofs. 
Después de ocho años de transmisión, en 2007, Sin Cédula fue reemplazado por Zonalocha, un espacio juvenil parecido a su antecesor. También se incorporaron series de anime a la parrilla de programación del canal durante esta franja. Además se crearon bloques como Nikneim y El Toque, orientados a un público adulto joven. Hasta ese momento Citytv emitía espacios infantiles para Bogotá. 
En 2009 apareció Cool's Cool, un programa dedicado únicamente a las actividades de colegio en toda la ciudad. En 2011 este programa fue reemplazado por Nick City, con a animaciones y live actions del canal estadounidense Nickelodeon, además de reseñar actividades de colegios y universidades. La franja Nick City llegó a su fin en 2016.
En 2013 Citytv lanzó Intervención Colombia en alianza con A&E.

## Programación
La programación del canal ha destacado por sus informativos, programas de entretenimiento, programas periodísticos, programas juveniles, series animadas, documentales y eventos especiales.

### Sistema informativo
Citytv cuenta con un sistema informativo, de lunes a viernes en las mañanas como, Arriba Bogotá, y de lunes a domingo en las tardes y en las noches CityNoticias.